# 2011년~2012년 몰디브 정치 위기
2011년 몰디브 반정부 시위는 몰디브에서 2011년 5월 1일부터 발생한 평화적 시위이다.  시위대는 경제 상황에 대해 정부의 책임을 묻고자 하며 대통령 모하메드 나시드가 스스로 물러나야 한다고 주장하고 있다. 야당인 몰디브 인민당은 30년 간 통치하다 물러난 독재자 마우문 압둘 가윰이 지휘하고 있으며 그는 대통령이 민주주의를 말하면서 실상은 과거 그대로를 답습한다고 주장한다.
주요 발생 이유는 일용품 가격 상승과 국가의 경제 상황이 더욱 안 좋아지고 있기 때문이다.
30년 가까이 독재자 마우문 압둘 가윰이 통치하다 인권 침해와 부패, 철권통치에 대한 반발로 2004~2005 대규모의 시위가 일어나 몰디브에는 대대적인 개혁이 있었다. 당시 시위는 현 대통령인 모하메드 나시드와 그의 정당이 지도했다. 내부와 국제적 압력 또한 독재자가 양당제와 민주주의 향상을 촉진한 계기가 됐다. 이에 따라 2008년 10월 9일 5명의 다른 후보자 가운데 현 대통령이 선출됐다. 그의 득표율은 54%에 달했으며 전 기자이자 정치범으로서 그는 독재 정권에 대한 맹렬한 비난을 보내왔다. 당시 나시드는 심한 고문으로 고생했으며 가윰은 아시아에서 가장 오랫동안 통치 권좌에 올라 있었다.
2008년 대통령으로 선출돼 몰디브에는 양당제 민주주의가 도입됐으며 그와 함께 부통령으로 출마했던 와히드 박사가 초대 부통령이 됐다. 30년 독재를 끝내고 많은 개혁이 일어났다.
그러나 대대적인 정치적 개혁에도 불구하고 경제 상황이 갈수록 나빠졌다. 인도양 대지진과 쓰나미 이후 몰다브 경제는 급속도로 쇄약해졌고 대부분의 섬 환경이 피폐해졌다. 2007-2008 식료품 가격 폭등 중에는 인플레이션이 심해져 경제 침체기를 겪게 됐다. 2011년에는 후진국으로 분류되면서 그 상황이 더욱 악화됐다.
아랍의 봄 여파가 이곳에도 미쳐 역사적, 문화적, 종교적 상황이 비슷한 가운데 그 상황이 계속되고 있다.